# すきまゲージ

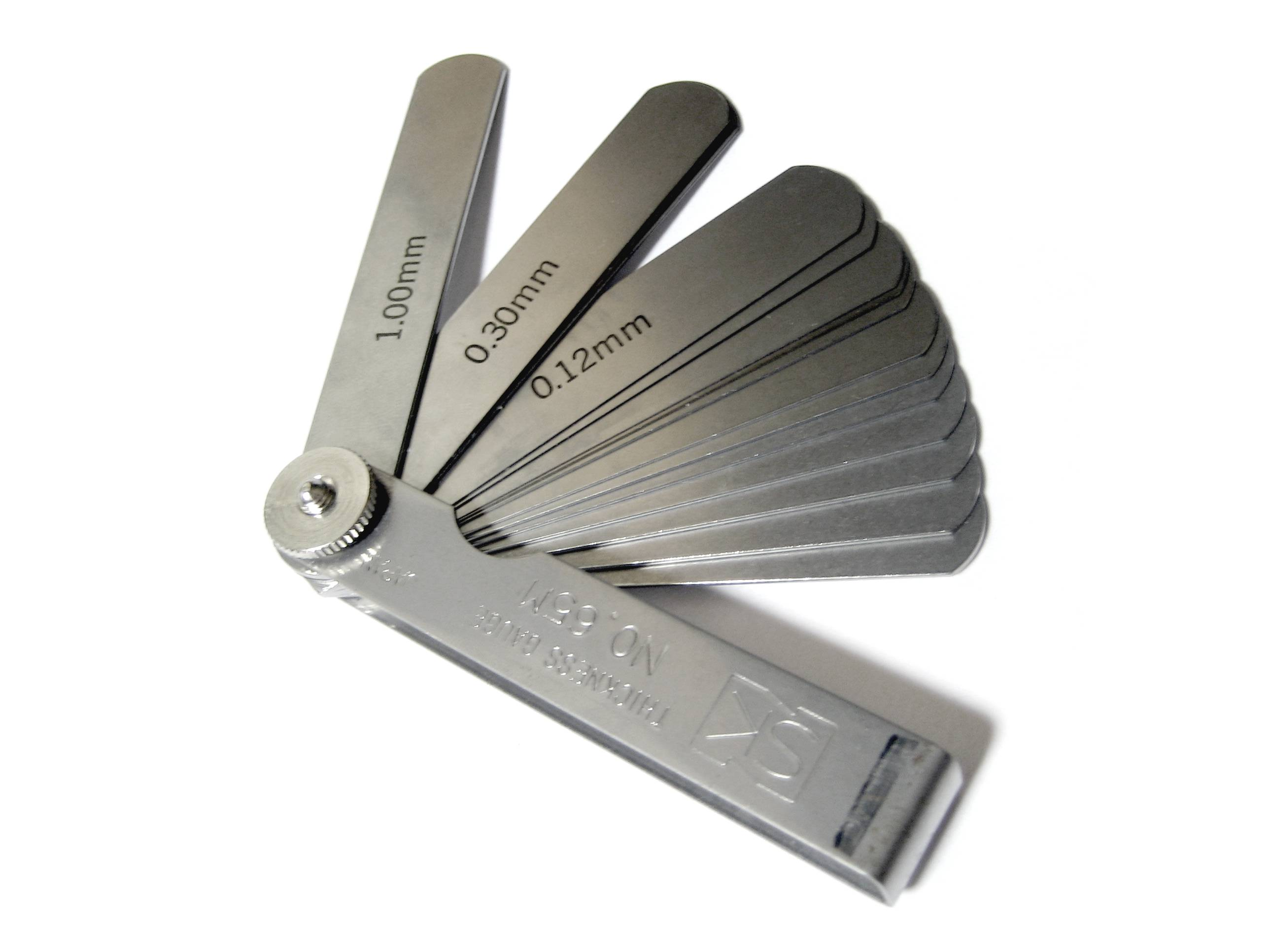
組合わせすきまゲージ

すきまゲージ（英: feeler gauge）は、リーフと呼ばれる薄い金属板をすきまに挿入し、そのすきまの寸法を測定するための工具である。シクネスゲージ、シックネスゲージ (thickness gauge) などとも呼ばれるが、この名称は物体の厚さ (thickness) を測定するための工具に対しても用いられる。

## 構造

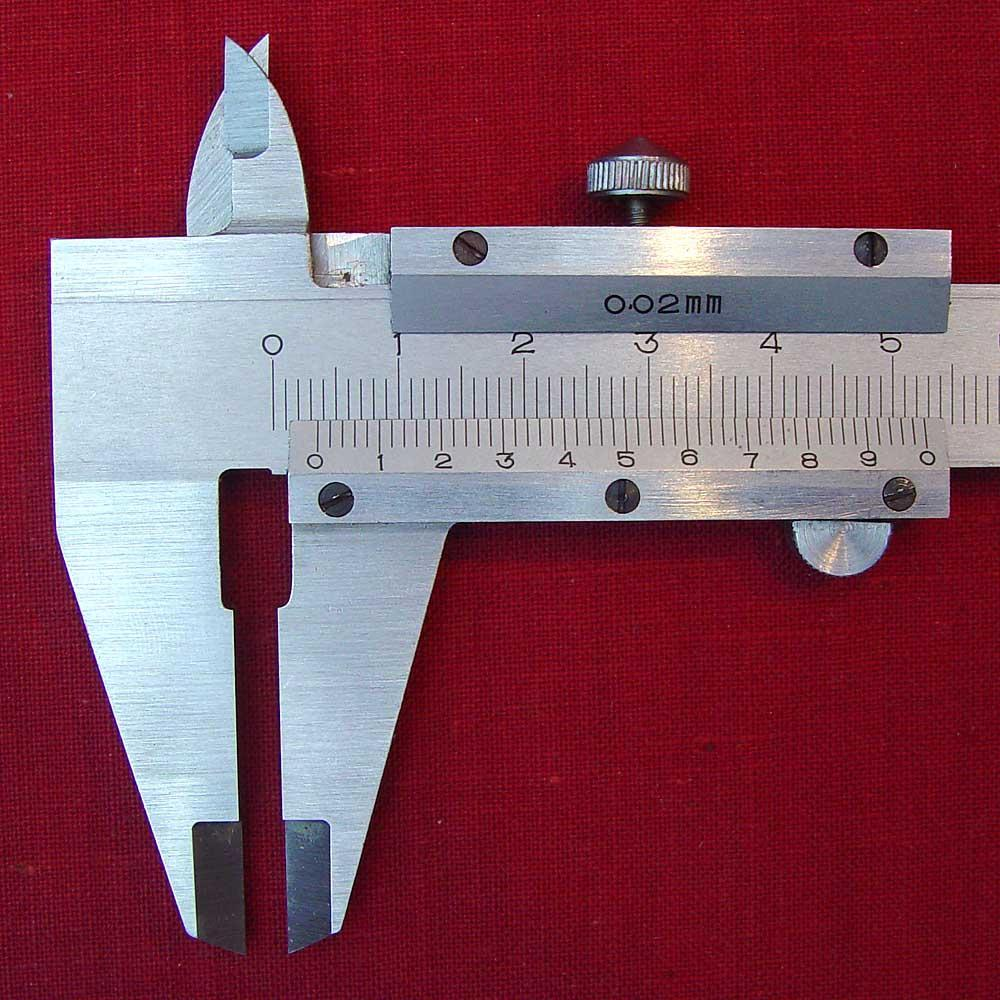
ノギスのクチバシでも、すきまを測定できる

リーフの先端部分
上がB形・下がA形

すきまを測定する工具は他にノギスやテーパゲージなどがあるが、それらでは測定できない狭いすきまであっても正確に寸法を測定する工具としてすきまゲージがある。
すきまゲージの一枚一枚をリーフという。すきまゲージは日本工業規格 (JIS) によって規格化されており、狭義のすきまゲージとは一枚のリーフを指す。リーフは一般に金属製で、材質上、互いに平行な面同士が向き合うすきまには適しているが、曲面やひび割れた面などのような粗い面には適していない。リーフは一枚ずつ単品でも入手できるほか、厚さの異なる何枚かのリーフを止め金でまとめ、ケースに収めた組合わせすきまゲージとしても市販されている。
リーフは先端の形状により2種類ある。先端が円いものをA形、とがっているものをB形という。リーフの厚さは0.01ミリメートルから、1ミリメートル程度。リーフの長さは7.5、10、15、20、30センチメートルのものがあり、場面や用途によって使い分ける。

## 取り扱い

### 使用前の確認
すきまゲージは、リーフをすきまに挿入して正確にすきまを測定する工具である。使用に際しては事前に清掃・点検をし、表面に汚れやさび、きずがないことを確認する。リーフの表面、すなわち測定面の異常は誤差の原因になる。特に薄いリーフは切断しやすく、その断面は鋭利であり手を傷つけることがある。

### すきま測定
測定対象となるすきまに対し、管理値や過去の測定値などからその値のおおよその見当をつけ、それに見合うリーフを選ぶ。リーフは一枚ずつ使用でき、また何枚か組み合わせて任意の厚みにできる。組み合わせるときは枚数ができる限り少なくなるようにし、また薄いリーフをより厚みのあるリーフ同士で挟むようにする。
リーフは、すきまに対して水平に挿入する。入らなかった場合は無理に挿入せず、リーフの厚みを減らす。逆に容易に入りすぎるようであればリーフの厚みを増やす。すきまゲージによって測定し、決定されるすきまの寸法とは、「よく清掃し、薄く塗油したリーフが、がたがなく滑らかに、しかもしっくりと測定するすきまに挿入されるリーフの厚さの寸法」（JIS B 7524-1992「すきまゲージ」より引用）をいう。確認のため、もう一段階リーフの厚みを増やして挿入してみるのもよい。

## 規格
すきまゲージは、その詳細について日本産業規格 (JIS) によって規格化されている。
- JIS B 7524 「すきまゲージ」